# Hurstpierpoint
Hurstpierpoint är en ort i civil parish Hurstpierpoint and Sayers Common, i distriktet Mid Sussex, Storbritannien. Den ligger i grevskapet West Sussex och riksdelen England, i den södra delen av landet, 60 km söder om huvudstaden London. Hurstpierpoint ligger 49 meter över havet och antalet invånare är 11 391. Hurstpierpoint var en civil parish fram till 2000 när blev den en del av Hurstpierpoint & Sayers Common, Albourne, Burgess Hill och Hassocks. Civil parish hade 4 802 invånare år 1961. Byn nämndes i Domedagsboken (Domesday Book) år 1086, och kallades då Herst.
Terrängen runt Hurstpierpoint är huvudsakligen platt, men åt sydväst är den kuperad. Runt Hurstpierpoint är det mycket tätbefolkat, med 3 022 invånare per kvadratkilometer. Närmaste större samhälle är Hove, 11,5 km söder om Hurstpierpoint. Trakten runt Hurstpierpoint består till största delen av jordbruksmark.